# Beylula Kidane Adgoy
Beylula Kidane Adgoy, född 18 maj 1996, är en svensk tidigare barnskådespelare som spelade rollen som Amina i filmen Förortsungar 2006.